# Attila Szabó (ungersk kanotist)
Attila Szabó, född den 3 maj 1963 i Eger, Ungern, är en ungersk kanotist.
Han tog bland annat VM-guld i C-2 500 meter i samband med sprintvärldsmästerskapen i kanotsport 1991 i Paris.